# Marine Accident Investigation Branch
La Marine Accident Investigation Branch (MAIB, "División de investigación de accidentes marítimos") es una agencia del Departamento de Transporte, Reino Unido. La MAIB examina e investiga accidentes e incidentes marítimos.
La MAIB tiene su sede en Spring Place, Southampton, Hampshire. Después 3 de agosto de 2009, la agencia tenía su sede en Mountbatten House, Southampton. La agencia tenía su sede en Carlton House, Southampton.